# Distrito de Kanyakumari
Kanyakumari  (en Tamil; கன்னியாகுமரி மாவட்டம் ) es un distrito de India, en el estado de Tamil Nadu . 
Comprende una superficie de 995.70 km².
El centro administrativo es la ciudad de Kanyakumari .

## Demografía
Según censo 2011 contaba con una población total de 1 863 174 habitantes.